# Fekeng
Fekeng (ou Feking) est une localité du Cameroun située dans la Région du Nord-Ouest, le département du Bui et l'arrondissement d'Oku.

## Population
En 1969 la localité comptait 461 habitants, principalement des Nso.
Lors du recensement de 2005, on y a dénombré 1 173 personnes.
Selon une source locale de 2012, la localité comptait environ 1 500 habitants.